# Swaziland op de Olympische Zomerspelen 2016
Swaziland nam deel aan de Olympische Zomerspelen 2016 in Rio de Janeiro, Brazilië. Tot de selectie behoorden twee atleten, beiden actief op sprintnummers in de atletiek. Swaziland had na Tuvalu, dat één atleet naar de Spelen zond, een van de kleinste delegaties van de Spelen van 2016.

## Deelnemers en resultaten
(m) = mannen, (v) = vrouwen 

### Atletiek
| Olympiër           | Discipline | Resultaat | Prestatie              |
| ------------------ | ---------- | --------- | ---------------------- |
| Sibusiso Matsenjwa | 200 m (m)  | series    | series: 20.63 (6e, NR) |
|                    |            |           |                        |
| Phumlile Ndzinisa  | 100 m (v)  | series    | series: 12.49 (5e)     |